# Ryps

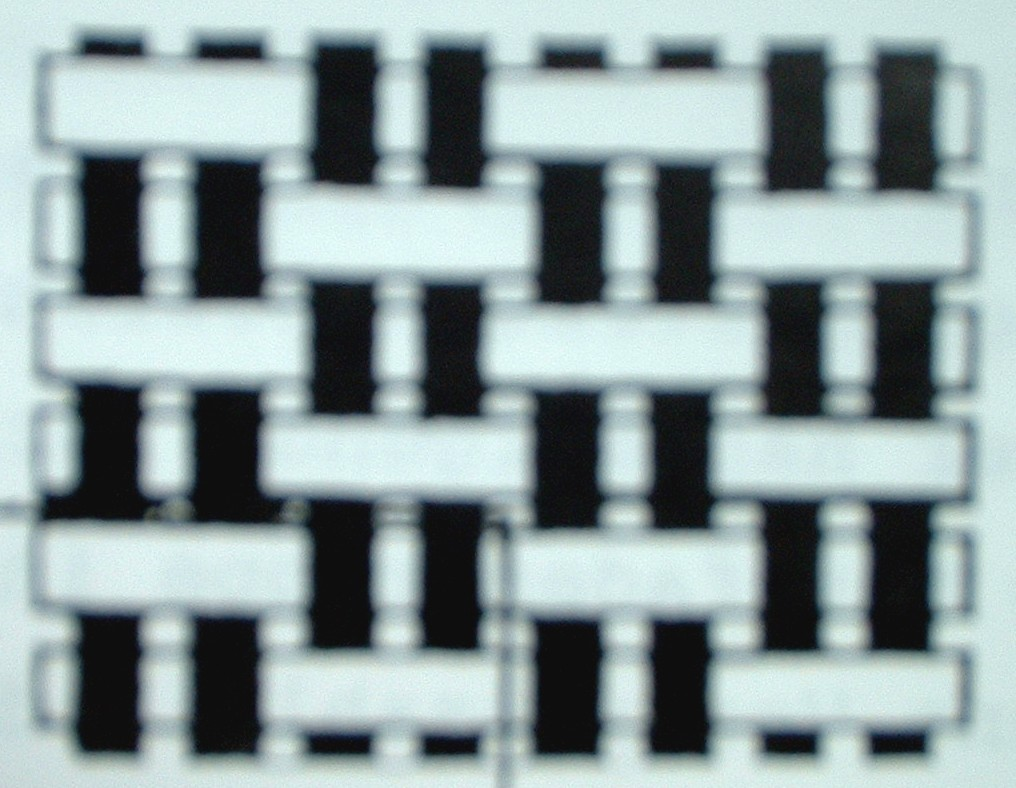
Struktura vazby podélného rypsu

Ryps (anglicky faille) je tkanina s jemným vroubkováním, které vzniká rypsovou vazební technikou odvozenou ze základní plátnové vazby.
Příčný ryps má nejméně dvojnásobně vyšší dostavu po osnově než po útku, u podélného rypsu je poměr opačný. Známé jsou také smíšené a šikmé rypsy.
Tzv. nepravý ryps je tkaný plátnovou vazbu, vroubkování zde vzniká použitím tlustších přízí buďto v útku (např. plamencový ryps) nebo v osnově (cannélé, cotelé, otoman a pod.).

## Druhy a použití rypsových tkanin
(příklady obchodního označení):
Barré je těžká hedvábná tkanina s podélnou rypsovou vabou. Použití: na kravaty

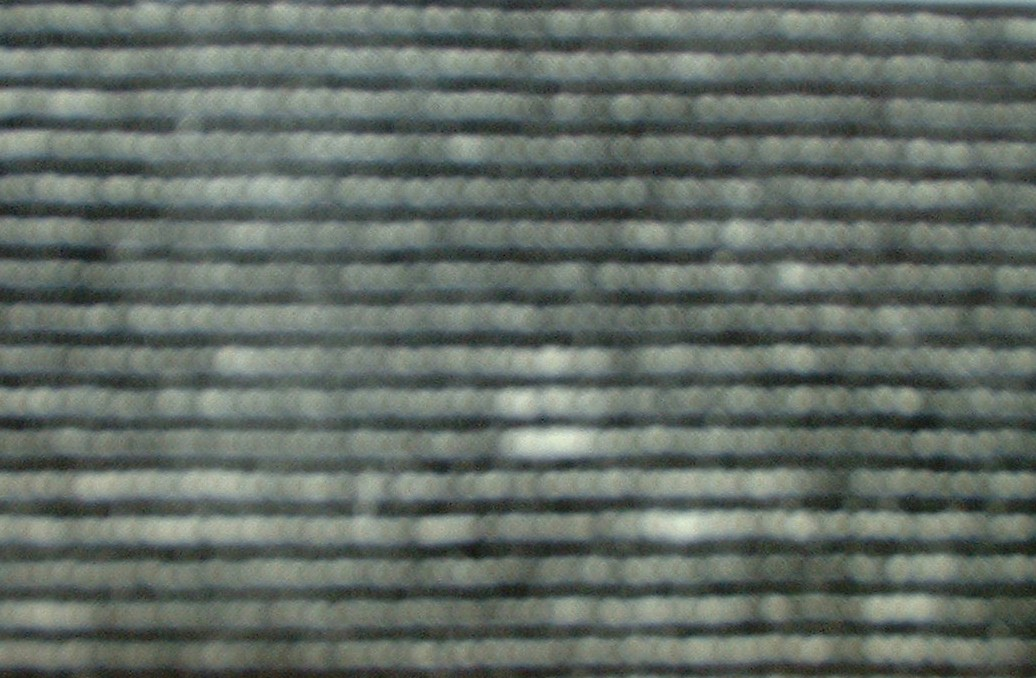
Příčný ryps

Faconné je příčný nebo podélný ryps se čtvercovými vzory
Royal je tkanina z hedvábí, česané vlny nebo viskózového filamentu s posunutou rypsovou vazbou
Givré je gaufrovaná tkanina z filamentu
Haitienne je měkká šatovka s jemným žebrováním z viskózového filamentu
Cotelé je ryps s podélným žebrováním ve vazbě s tzv. dutým útkem. Tkanina má 4-5 úzkých vroubků na centimetr, širší vroubky bývají 1-2 / cm.
Otoman je ryps se širokými žebry v tzv. otomanové vazbě. Tkanina vzniká tak, že při každém obrátce stroje se do prošlupu zanáší 4-6 útkových nití. Aby se útky rozložily plošně (ne nad sebou), tká se často se dvěma osnovami (rypsová a vazná).
Cardé je otoman s počesaným (zdrsněným) rubem tkaniny, otomanový velur je počesaný na obou stranách.
Papillon (franc. motýl) lehká tkanina z česané vlněné příze nebo z vlněné osnovy a útku z viskózového filamentu v plátnové nebo rypsové vazbě
Adria je hodnotný šikmý ryps z česané vlny, někdy s útkem z mykané vlny a valchovaný, takže je podobný suknu
Rypsové koberce jsou tkané v příčné rypsové nebo plátnové vazbě s barevnými podélnými pruhy nebo vzory a výrazným žebrováním vzniklým použitím hrubých útkových přízí. Lepší jakosti (napodobeniny buklé) obsahují vlasové příze, střední kvality jsou z bavlny a lnu, na podřadnější se používá jutová a odpadová příze.